# Ruben II. (Armenien)
Ruben II. (* um 1165; † 1170) war 1169 bis 1170 Fürst von Kleinarmenien.
Ruben aus dem Geschlecht der Rubeniden war ein Sohn des Fürsten Thoros II., bei dessen Tod er Thronfolger wurde, aber noch ein Kleinkind war. Regent wurde daher sein Verwandter (möglicherweise Schwiegervater) Thomas. Gegen Ruben machte allerdings auch Mleh, ein Bruder Thoros’ II., mit dem er sich allerdings zerstritten hatte, Ansprüche geltend. Mleh rückte von Aleppo aus mit einer Armee in Kleinarmenien ein, eroberte Mopsuestia, Adana und Tarsos und griff die Templerburg von Baghras an. Thomas floh daraufhin nach Antiochia und überließ Ruben in der Festung von Hromkla am Euphrat der Obhut des Katholikos Nerses IV. Schnorhali, doch geriet Ruben in die Hände Mlehs, der ihn 1170 töten ließ, um selbst die Nachfolge anzutreten.
| Vorgänger  | Amt                               | Nachfolger |
| ---------- | --------------------------------- | ---------- |
| Thoros II. | Fürst von Kleinarmenien 1169–1170 | Mleh       |

| Personendaten    | Personendaten           |
| ---------------- | ----------------------- |
| NAME             | Ruben II.               |
| KURZBESCHREIBUNG | Fürst von Kleinarmenien |
| GEBURTSDATUM     | um 1165                 |
| STERBEDATUM      | 1170                    |